# Shugendō

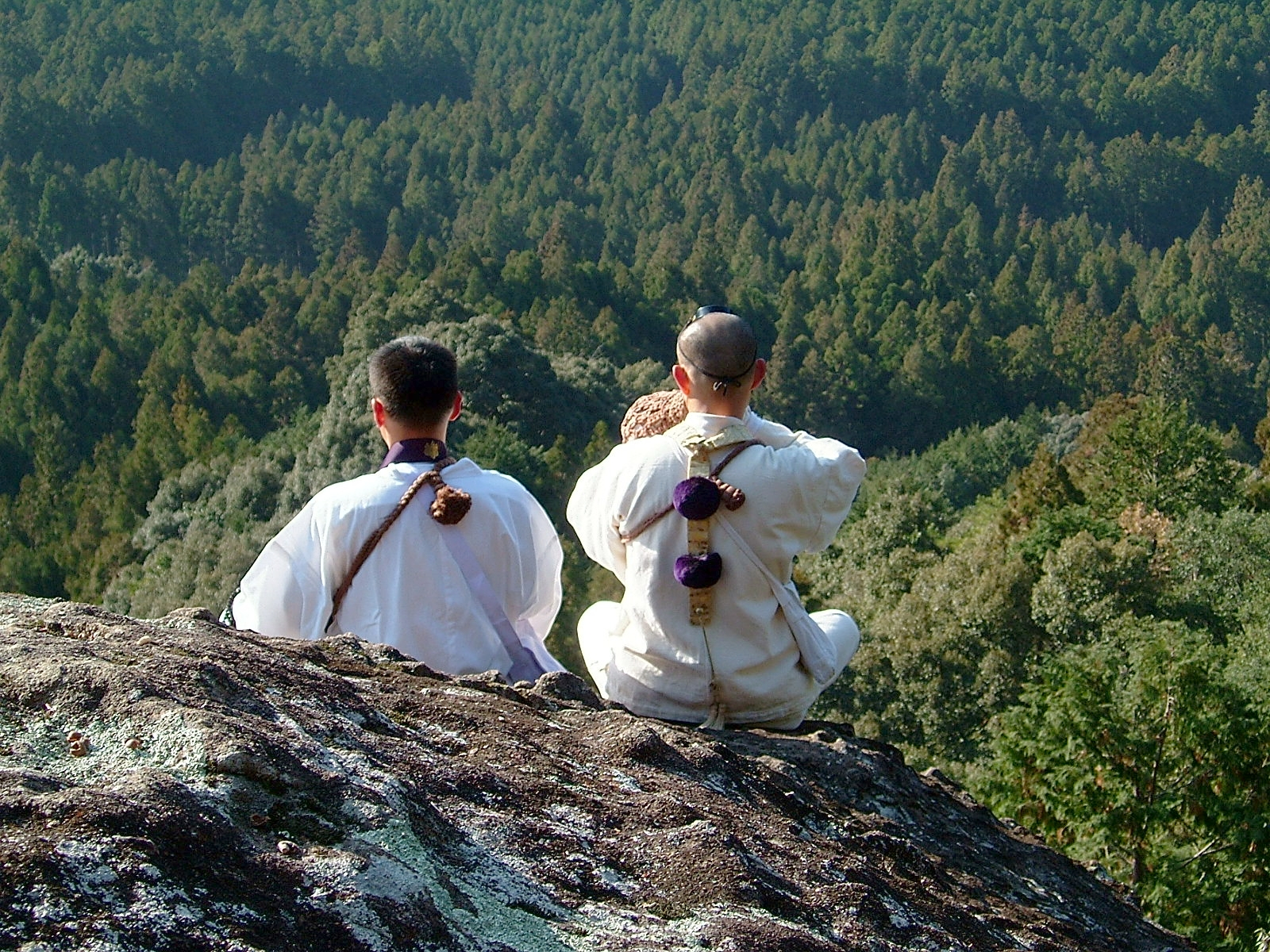
Seguaci dello Shugendō sulle montagne di Kumano

Lo shugendō (修験道? lett. "la via del potere spirituale mediante l’ascesi") è una forma di pratica religiosa che ha avuto origine durante il periodo Heian in Giappone. Si ritiene che lo Shugendō sia frutto dell'incontro tra gli antichi riti sciamanici shintoisti con le dottrine e i rituali del buddhismo esoterico, in cui è anche possibile ritrovare una componente taoista. I praticanti dello Shugendō, conosciuti come yamabushi (山伏?), compiono pellegrinaggi da una vetta all’altra in sacre regioni montane.

## Origini
L'origine dello Shugendō è incerta, ma pare che questa tradizione ascetica tragga origine dall’antico culto giapponese della montagna, luogo considerato sacro in quanto dimora di divinità agresti e di spiriti ancestrali. Era infatti credenza comune che gli eremiti e gli asceti acquisissero parte del potere sovrannaturale, attraverso rigorose pratiche di meditazione condotte in luoghi selvaggi..
Tra i precursori di queste pratiche meditative rientrano gli hijiri (聖?), eremiti che praticavano l'ascesi in regioni montane, gli sciamani, figure capaci di mettersi in contatto con il mondo dei morti attraverso tecniche estatiche, e in generale tutti coloro che si ritiravano in solitudine in luoghi remoti per una ricerca del sacro.
Durante il periodo Heian, era comune che gli asceti si ritirassero in solitudine in zone di montagna. Tuttavia a partire dal X secolo, influenzati dallo spirito di compassione buddhista, gli yamabushi iniziarono ad organizzarsi in piccoli gruppi, e nei secoli successivi nacquero le prime comunità, ognuna delle quali aveva un proprio corpus di pratiche religiose e meditative.
Lo Shugendō non ha un fondatore, anche se una serie di leggende attribuiscono le origini di questa pratica religiosa alla figura semi-mitica dell’asceta En-no-gyōja, attivo nell'area di Nara fra il VII e l’VIII secolo. Nonostante sia citato in numerosi racconti, le informazioni storiche sul suo conto restano poco chiare. I testi letterari che ne fanno menzione sono vari e le informazioni riportate non sono fra loro coerenti. Prodotti in diverse epoche, probabilmente risentono delle diverse interpretazioni e dei cambiamenti storici e religiosi che hanno accompagnato lo Shugendō. Alcuni testi antichi dell'VIII secolo, come il Shoku Nihongi (続日本紀?) e il Nihon Ryoiki (日本霊異 記?), descrivono En-no-gyōja come un asceta dai poteri miracolosi che incarna al contempo gli aspetti mistici del taoismo e le pratiche ascetiche buddhiste; nel En no Gyōja honji (役行者本記?), testo del XIV secolo, l'asceta viene invece presentato come un grande maestro del buddhismo esoterico e la sua figura risente di una forte divinizzazione.
Considerato infine che gli insegnamenti erano tramandati oralmente da maestro a discepolo, in un contesto di assoluta segretezza, resta difficile ricostruire le origini storiche e le pratiche ascetiche dei primi eremiti. Le informazioni finora disponibili, provenienti da frammenti contenuti negli engi (縁起?), antichi testi che riportavano avvenimenti storici e riti di templi famosi, riguardano solo alcune comunità di yamabushi.

## Sviluppo
L'evoluzione dello Shugendō fu strettamente legata all'assimilazione delle credenze religiose autoctone giapponesi agli insegnamenti buddhisti, resa possibile dalla presenza di praticanti seguaci sia dello Shingon che del Tendai, che permisero di incorporare nei rituali dello Shugendō alcuni elementi propri del Mikkyō. Con il termine Mikkyō ci si riferisce all'insieme degli insegnamenti del buddhismo esoterico introdotto in Giappone dalla Cina agli inizi del IX secolo. Già durante il periodo Nara, anche tra i praticanti del Mikkyō le aree di montagna erano viste come dei luoghi di meditazione: a ciò si può ricondurre una prima interazione tra le diverse tradizioni religiose.
Verso la fine del XII secolo, su montagne sacre già note, i seguaci dello Shugendō cominciarono ad organizzarsi spontaneamente in gruppi, dando così origine ad un movimento religioso più strutturato. Questi gruppi prevedevano la presenza di un maestro, attorno al quale si riunivano diversi discepoli che, attraverso un percorso iniziatico, entravano a conoscenza delle regole e delle pratiche ascetiche professate da quel particolare gruppo.
Il consolidamento della dottrina dello Shugendō e il suo incontro con quella buddhista indusse gli yamabushi a non cercare la propria salvezza individuale solo attraverso pellegrinaggi solitari, ma a volgere le loro conoscenze e pratiche rituali al servizio della gente, soprattutto per la salvezza dei contadini poveri. Le pratiche ascetiche degli yamabushi si diffusero così tra i villaggi giapponesi, e i loro poteri spirituali divennero particolarmente richiesti per l’allontanamento di influenze maligne, per la predizione del futuro e per la cura delle malattie. Vennero resi accessibili altri luoghi sacri, e la popolarità dello Shugendō divenne sempre maggiore.
Fin dalle sue origini lo Shugendō è sempre stato suddiviso in centri di culto minori distribuiti nei diversi templi locali, indipendenti e dotati di proprie tradizioni rituali. Le comunità più antiche e famose, tuttora esistenti, si trovano sulle montagne di Yoshino, Kumano, Fuji e Haguro.
Tuttavia in seguito alla sempre maggiore influenza del buddhismo esoterico, lo Shugendō diede avvio a un processo di divisione e ordinamento dei suoi rituali e delle sue istituzioni. Si possono distinguere due scuole principali dello Shugendō, formatesi già nel primo periodo Kamakura: la Honzanha (本山派?), incentrata sulle montagne sacre di Kumano, associata al Tendai; la Tōzanha (東山派?), sulle vette dell’area del monte Kinpu, associata allo Shingon.
Fino a quel momento le dottrine e i riti degli yamabushi erano rigorosamente segreti e venivano trasmessi oralmente da maestro a discepolo, a seconda del suo grado di iniziazione. Tuttavia a partire dal XVI secolo, influenzato dalla tradizione esoterica, lo Shugendō perse parte del suo rigore ascetico, abbandonando la sua immagine di credo inaccessibile e permettendo così una maggiore diffusione delle sue dottrine.
Durante il periodo Tokugawa gli yamabushi svolgevano un ruolo sempre più attivo nei villaggi, mettendosi al servizio della comunità: ricoprivano le funzioni di esorcisti e di guaritori, predicavano e officiavano i riti comunitari.
La fusione tra diverse pratiche religiose all'interno dello Shugendō rimase tale fino all'inizio del periodo Meiji, quando nel 1868 il nuovo governo, nel tentativo di ripristinare il culto autoctono shintoista come religione di Stato, ordinò una separazione degli elementi propriamente shintoisti da quelli buddhisti e, di conseguenza, bandì lo Shugendō. Solo al termine della Seconda guerra mondiale lo Shugendō riconquistò il suo stato di culto indipendente e riprese un ruolo attivo nella vita religiosa giapponese.
Ciò nonostante molti studiosi sottolineano come lo Shugendō moderno mantenga solo una minima somiglianza con la sua forma antica. La sua fase di massimo splendore fu durante il periodo Heian e Kamakura, quando i pellegrinaggi presso i monti sacri erano frequenti; a partire dal periodo Edo, lo Shugendō raggiunse una posizione di stallo e non mostrò grandi segni di crescita. È comunque certo che lo Shugendō contribuì fortemente allo sviluppo di diversi riti, ancora oggi praticati presso varie scuole e luoghi di culto.

## Ruolo della montagna
Una delle caratteristiche peculiari dello Shugendō è la relazione instaurata tra uomo, divinità e natura, quest'ultima rappresentata dallo spazio sacro della montagna. Lo Shugendō può essere definito come una tradizione ascetica che ha fatto della montagna il fulcro della propria visione religiosa. La montagna viene solitamente chiamata con il termine di shide no yama (死出の山? lett. "il monte che conduce all’altro mondo"). Da sempre la tradizione giapponese ritiene questo spazio selvatico e inesplorato il luogo in cui dimorano le divinità, gli spiriti dei morti e dei mostri, una zona di confine tra i due mondi, quello terreno e quello ultraterreno. Mettendosi in cammino l'asceta lascia alle sue spalle il mondo degli uomini, giudicato corrotto e confuso, e compie un itinerario mistico di ascesa fisica della montagna, che simboleggia una progressione spirituale verso la conoscenza ultima.
Il viaggio dello yamabushi diventa una conversione, una morte cui segue una rinascita, ed è scandito in dieci fasi, dette i Dieci Regni dell'esistenza jikkaishugyō (十界修行?), una dottrina di origine buddhista. Alle diverse fasi vengono associati diversi stati di esistenza. Partendo dal basso si attraversano in successione: gli stati infernali, il Regno degli spiriti famelici, il Regno degli animali, il Regno degli ashura (demoni), il Regno degli uomini, il Regno delle divinità, il mondo degli shōmon (coloro che hanno raggiunto l’illuminazione ascoltando direttamente le parole di Buddha), il mondo degli engaku (coloro che hanno raggiunto l’illuminazione con le proprie forze), il Regno dei bodhisattva, e infine il nirvāna.
Il termine Yama non definisce solo uno spazio fisico, ma diventa anche un simbolo di salvezza, in quanto il raggiungimento della cima coincide con l’ottenimento dell’illuminazione da parte dell’asceta che si è liberato dal mondo materiale e ha acquisito nuova coscienza e saggezza. È tuttavia compito dell'asceta rivelare la sacralità della montagna e trarne il potere spirituale: durante il periodo della sua iniziazione lo yamabushi si ritira in solitudine e, solo dopo aver intuito la sacralità di questo spazio, potrà uscire dalla montagna come uomo rinato a nuova vita.
Nel corso del tempo all'interno del Shugendō il concetto di sacralità della montagna subì un'evoluzione: la montagna venne considerata la proiezione concreta e terrena di un mandala, uno spazio sacro rappresentante simbolicamente l’universo. Allo yamabushi venivano trasmessi oralmente da un maestro alcuni insegnamenti iniziatici segreti che gli consentivano di interpretare il mandala: a mano a mano che risale le pendici della montagna, l’asceta compie pratiche meditative che lo portano ad identificarsi con le diverse figure del mandala e, ripercorrendo le dieci fasi della mente, può giungere alla conoscenza ultima.
Le scarse informazioni che si conoscono riguardo a questi insegnamenti segreti si devono ad alcuni testi scritti posteriori al XII secolo, conservati in segreto nelle diverse comunità di yamabushi. Per esempio nello Shozan engi (諸山縁起?) di fine XII secolo viene affermato che i monti sacri di Yoshino e di Kumano erano proiezioni terrene dei mandala dello Shingon, rispettivamente il Taizōkai e il Kongōkai.

### Fuji e Shugendō
Il Fuji è forse una delle montagne sacre più importanti e più rappresentative del Giappone. Esso ha una sua tradizione mistica molto antica che precede la nascita dello Shugendō, con cui è entrato in contatto durante il periodo Heian. Da questo incontro ebbe avvio un processo di organizzazione dei diversi centri allora presenti all'interno della montagna, che diede origine a nuove pratiche ascetiche e meditative.
A partire dal X secolo erano aumentati gli asceti che compivano pellegrinaggi su numerose cime sacre, nelle quali venivano compiuti riti segreti e ardue pratiche ascetiche. Interessi di questi asceti erano anche quelli di diffondere i propri insegnamenti e fondare dei nuovi centri di culto. Nei testi antichi compare la figura di Matsudai, descritto come un asceta buddhista che scalò il monte Fuji e fondò i primi centri del Fuji Shugendō in vari templi ubicati nella zona di Murayama, nella parte inferiore del monte.
I centri dello Shugendō presso il monte Fuji, ma anche in altre aree sacre, si occupavano della costruzione di edifici monastici, dell'organizzazione interna delle istituzioni ecclesiastiche, della definizione di un sistema organico di riti, e della creazione di relazioni con i laici.
Lo Shugendō ebbe un ruolo importante nel diffondere le pratiche ascetiche sul monte Fuji; promosse inoltre una serie di riti di purificazione per coloro che non potevano compiere pellegrinaggi sul monte.

### Honzanha
Lo Shugendō era praticato in diverse zone sacre del Giappone, ma la forma che ebbe maggiore influenza nel paese fu quella che si era sviluppata nella regione di Kumano, nell'attuale prefettura di Wakayama. Kumano è formato dai tre monti di Hongū (本宮?), Shingū (新宮?) e Nachi (那智?), e per questo viene spesso chiamato con il nome di Kumano Sanzan (熊野三山? lett. "le tre montagne di Kumano").
I centri di culto sorti nella regione di Kumano si espansero e, intorno al XIV secolo, il Kumano Shugendō passò sotto il controllo del tempio buddista di Kyōto Shōgo-in, associato al Tendai, prendendo così il nome di Honzanha.
La scuola Hozan considera l'asceta En-no-Gyoja il fondatore della setta, e il monaco Zōyo colui che diede nuovo impulso allo Shugendō.

### Tōzanha
Durante il periodo Nara e Heian, tra le aree di Yoshino e di Kinpu era presente un complesso di trentasei templi e santuari, in cui gli yamabushi erano soliti recarsi in pellegrinaggio. La maggior parte di questi templi erano associati al buddhismo esoterico Shingon, e col tempo alcuni di questi templi raggiunsero una certa notorietà, diventando dei punti di riferimento per molti asceti. Questo permise allo Shugendō di entrare in contatto con gli insegnamenti Shingon, portando a una sua evoluzione e alla nascita della scuola Tōzan.
La scuola Tōzan, che raggiunse il suo apice durante il periodo Tokugawa, considera il monaco Shōbō colui che restaurò lo Shugendō con la fondazione del Daigo-ji nel IX secolo.

### Haguro Shugendō
In prossimità del monte sacro di Haguro (羽黒山?), situato nella parte nord-orientale del Giappone, si sviluppò un altro centro di culto dello Shugendō. In esso veniva praticata una serie di rituali divisi in quattro fasi, uno per stagione, chiamati mine (峰? lett. "picco, cima di una montagna"), in riferimento a quei periodi dell'anno di attività religiosa in cui vengono compiute pratiche di meditazione, pellegrinaggio e isolamento. Essendo stati divisi in base alle stagioni, sono stati chiamati fuyu no mine (冬峰? lett. "picco d'inverno"), haru no mine (春峰? lett. "picco di primavera"), natsu no mine (夏峰? lett. "picco d'estate") e aki no mine (秋峰? lett. "picco d'autunno"). Durante il periodo Meiji questi rituali vennero aboliti; solo dopo la Seconda guerra mondiale venne ripristinato l'aki no mine, anche se in una forma semplificata rispetto alla sua struttura originaria.

## Pratiche ascetiche
Ancora oggi le informazioni sui rituali e sulle pratiche ascetiche dello Shugendō sono scarse e imprecise, soprattutto a causa della loro trasmissione orale e della segretezza con cui le diverse comunità monastiche hanno conservato i loro culti. I rituali professati sono vari: possono includere pratiche divinatorie, esorcismi, formule magiche e preghiere, amuleti, e altro ancora. Solitamente il loro utilizzo è condizionato dalle necessità e dalle richieste della popolazione, confermando come lo Shugendō mantenga un forte legame con la gente comune, e sia stato soggetto a un continuo mutamento e rinnovamento nel corso della sua storia.
Dallo studio dei pochi documenti scritti a noi pervenuti e dall’osservazione di diverse importanti comunità di yamabushi si possono delineare una serie di pratiche e rituali tipiche.

### Pratiche nella montagna
Tra le pratiche più note ci sono quelle che hanno come luogo di meditazione la montagna, conosciute con il nome di nyūbu shugyō (入峰修行? lett. "entrare nella montagna"). Questa pratica può essere distinta in tre tipologie, che variano in base alla difficoltà e alla capacità di concentrazione richiesta all'asceta.
La prima è la più facile e accessibile; consiste nel compiere un pellegrinaggio presso una montagna sacra e lì officiare riti in onore di Buddha o di divinità che si ritiene dimorino in quei luoghi, offrendo fiori, leggendo o seppellendo sutra. Esempi di questa tipologia sono ancora oggi praticati presso le montagne sacre di Kumano dalla scuola Hozan e sul monte Haguro durante il natsu no mine.
A un livello più alto troviamo la seconda tipologia. Anche qui è previsto il ritiro su una montagna sacra, ma per un periodo di tempo più lungo. Durante questo periodo l'asceta, guidato da un maestro, coltiva diverse pratiche ascetiche e rituali, fino a ricevere il corpus degli insegnamenti segreti. In seguito a questa trasmissione, il discepolo può ricevere dal maestro lo shōkanjō (正灌頂?), uno dei riti di consacrazione più importanti dello Shugendō. Si celebra così la rinascita del discepolo, che durante l'ascesi è riuscito a passare attraverso i Dieci regni dell'esistenza e raggiungere lo stato di bodhisattva. A questa seconda tipologia appartiene l'aki no mine, praticato presso la scuola Tōzan, Hozan e sul monte Haguro.
Vi era poi una terza tipologia che consiste in shugyō più ardui, sia per quanto riguarda la complessità delle pratiche, che la preparazione richiesta all'asceta. Solitamente l'asceta compiva il suo periodo di meditazione durante la stagione invernale. Fa parte di questa tipologia il fuyumine, pratica ascetica che richiede forte determinazione e concentrazione, in quanto prevede una serie di digiuni e di sessioni di purificazione sotto cascate di acqua gelata. Lo scopo principale di questa pratica meditativa era l'ottenimento di poteri spirituali.
Nel Giappone contemporaneo le pratiche del nyūbu si stanno via via riducendo e sono ormai quasi del tutto scomparsi i rituali ascetici più estremi.

## Lo Shugendō oggi
Sul finire della Seconda guerra mondiale presso alcune importanti montagne sacre vennero riabilitati rituali dello Shugendō in precedenza vietati. Molti dei nuovi centri cambiarono i nomi assunti prima della Restaurazione Meiji e poterono essere registrati come gruppi religiosi riconosciuti. Tra questi si annoverano Shugenshū (修験宗?), chiamato precedentemente Honzan-ha, Hagurosan e Ōminesan Shugenshū (大峰山修験宗?) (presso il monte Ōmine, Nara).
Molti studiosi sottolineano come l'attuale Shugendō non sia che un’ombra di quello passato, sia per il calo dei praticanti e dei pellegrini che si recano presso i monti sacri, sia per la perdita e semplificazione di molti dei rituali. Attualmente nei diversi centri dello Shugendō sono in via di progressiva diminuzione gli insegnamenti segreti trasmessi ai discepoli e le iniziazioni praticate durante il nyūbu. Inoltre negli ultimi decenni si è assistito a un aumento della partecipazione di laici che compiono pellegrinaggi per i motivi più diversi.
Tuttavia ancora oggi sopravvivono alcune pratiche ascetiche, anche se con qualche differenza rispetto a quelle originali del periodo pre Meiji. Tra questi i più conosciuti sono l’Ōmine shugyō (大峰修行?) e l’Aki no mine (秋峰?), che si svolgono entrambi durante il mese di agosto. Il primo è un pellegrinaggio compiuto dagli yamabushi della Scuola Shōgoin di Kyōto, con partenza dal monte Yoshino e arrivo sul monte Kumano (passando attraverso il monte Ōmine). Questo tragitto è noto come pellegrinaggio di Yoshino-Kumano, che si snoda lungo la penisola di Kii e attraversa le settantacinque stazioni in cui, secondo le leggende, si ritirò l'asceta En-no-Gyoja, che sottomise alla sua volontà numerosi kami. Viaggiando attraverso questi luoghi compì riti esoterici, acquisendo poteri sovrannaturali e raggiungendo l'illuminazione.
Il secondo, l'aki no mine, viene praticato dagli yamabushi dell’Haguro Shugendō e rappresenta il rituale più importante di questa scuola. Consiste in un periodo di ritiro ascetico e nella salita rituale del monte Haguro. Anticamente durava 75 giorni, ma col passare del tempo il periodo di ritiro venne gradualmente ridotto andando verso una semplificazione e ha una durata di 10 giorni.